# Автошлях Р 01
Автошлях Р 01 — автомобільна дорога регіонального значення на території України, що простягається між Києвом та Обуховом. Проходить територією Київської області.

## Загальна довжина
Київ — Обухів — 20,3 км.
Це відстань від меж Києва (дорога є продовженням Столичного шосе) до сполучення з автошляхом Н01, який далі веде безпосередньо до Обухова.